# Samtgemeinde Hage
De Samtgemeinde Hage is een Samtgemeinde in de Duitse deelstaat Nedersaksen. De gemeente ligt in de regio Oost-Friesland en behoort bestuurlijk tot de Landkreis Aurich.
De Samtgemeinde bestaat uit de gemeenten Berumbur, Halbemond, Hage, Hagermarsch en Lütetsburg. Hoofdplaats van de Samtgemeinde is Hage.

Ligging Samtgemeinde Hage in de LK Aurich

## Buurgemeenten
De Samtgemeinde Hage grenst in het oosten aan Dornum en Großheide, in het zuiden aan Leezdorf en Osteel, beide gelegen in  de Samtgemeinde Brookmerland, en in het westen aan Norden. In het noorden grenst de gemeente aan de Waddenzee.

## Geschiedenis
De Samtgemeinde Hage is in 1965 ontstaan omdat een aantal kleinere gemeenten besloot op een aantal gebieden te gaan samenwerken. De oorspronkelijke deelnemende gemeenten waren Hage, Berum, Blandorf-Wichte, Lütetsburg en Westdorf. In 1972 is de huidige omvang bereikt door een gemeentelijke herindeling van het gebied.

## Sport
In de deelgemeente  Halbemond staat het door MC Norden geëxploiteerde Motodrom Halbemond. In dit stadion , dat plaats biedt aan meer dan 30.000 toeschouwers, wordt de motorsport speedway beoefend.

## Afbeeldingen

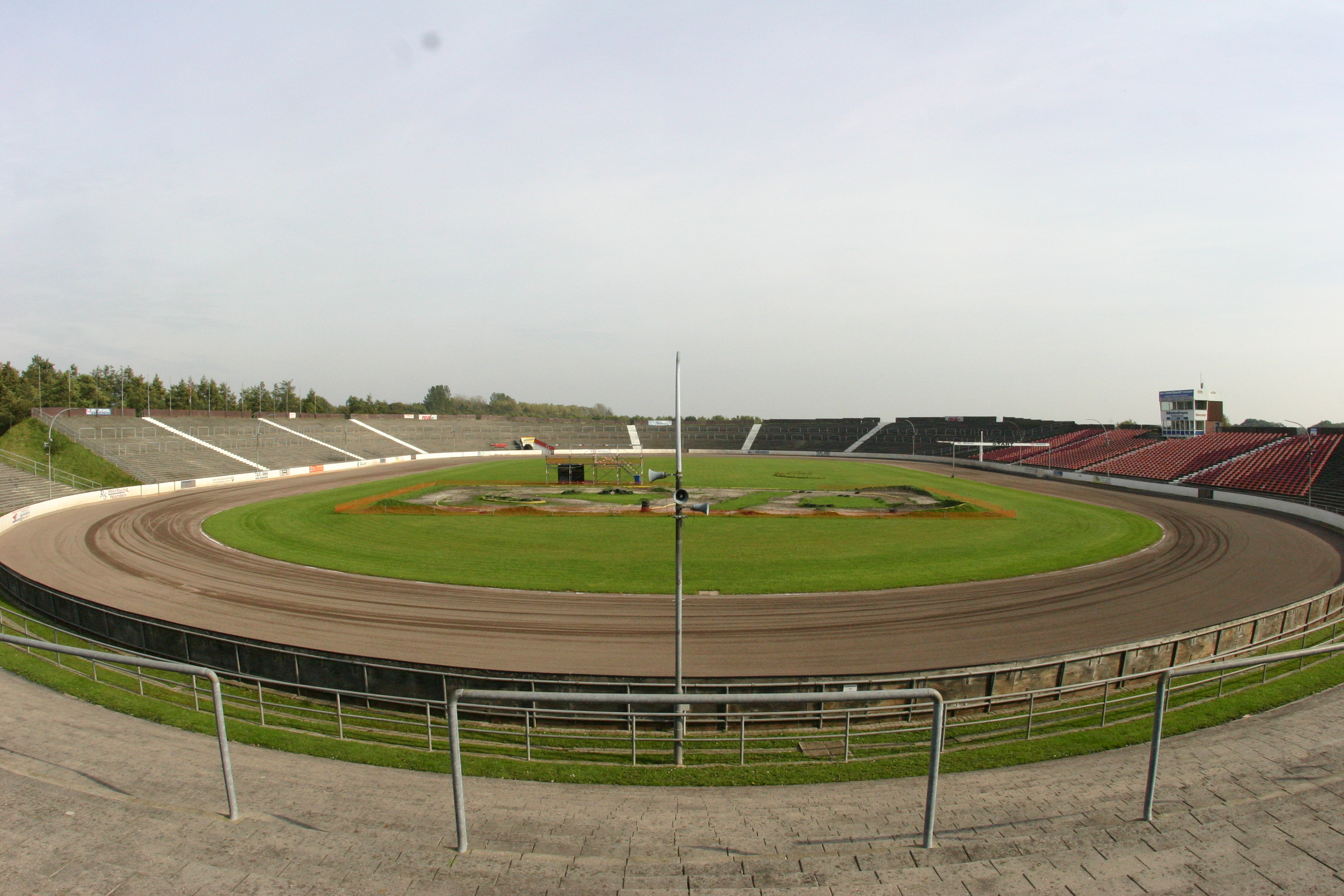
Motodrom Halbemond

## Politiek
De deelnemende gemeenten hebben hun juridische en politieke onafhankelijkheid behouden. Wel worden enkele taken gemeenschappelijk uitgevoerd. 

### Gemeenteraad
Het samenwerkingsverband kent een eigen raad van 29 leden (28 gekozen leden plus de burgemeester, die ambtshave zitting in de Samtgemeinderat heeft). De samenstelling is sinds september 2021 als volgt:
| Partij                | Zetels |
| --------------------- | ------ |
| SPD                   | 13     |
| CDU                   | 10     |
| Bündnis 90/Die Grünen | 2      |
| VBL (lokale lijst)    | 2      |
| Die Linke             | 1      |
| Burgemeester1         | 1      |

1 Ambtshalve

## Belangrijke personen in relatie tot de gemeente
- Johan Diedrich Deiman (Duits: Johann Diederich Deimann) (Hage (Oost-Friesland), 9 april 1731 – Amsterdam, 9 april 1783), luthers theoloog en dominee
- Johan Rudolph Deiman  (Hage (Oost-Friesland), 29 augustus 1743 – Amsterdam, 15 januari 1808), arts en scheikundige